# Artur Paprota
Artur Jan Paprota (ur. 20 stycznia 1973 w Legnicy) – polski samorządowiec i polityk, w latach 2004–2006 wicemarszałek województwa dolnośląskiego.

## Życiorys
W 1997 został absolwentem zarządzania i marketingu na Akademii Ekonomicznej w Poznaniu. Zaangażował się w działalność polityczną w ramach Ligi Polskich Rodzin, został członkiem władz partii w województwie dolnośląsim. Był również przewodniczącym Młodzieży Wszechpolskiej w Legnicy. W 2002 został wybrany do sejmiku dolnośląskiego, objął w nim funkcję szefa Komisji Kultury, Nauki i Edukacji. W wyborach uzupełniających do Senatu w 2004 uzyskał 6140 głosów i zajął 5. miejsce wśród 10 kandydatów. W czerwcu tego samego roku bezskutecznie kandydował do Parlamentu Europejskiego. W kwietniu 2004 został wybrany zastępcą burmistrza warszawskiego Żoliborza Wojciecha Dąbrowskiego (zrezygnował z funkcji 4 miesiące później).
25 sierpnia 2004 został powołany na stanowisko wicemarszałka województwa dolnośląskiego po utworzeniu koalicji PiS–LPR–Federacyjny Klub Samorządowy. Zakończył pełnienie funkcji 7 grudnia 2006 w związku z upływem kadencji zarządu. W tym samym roku nie uzyskał reelekcji do sejmiku. W 2014 bez powodzenia kandydował do rady powiatu kłodzkiego z ramienia lokalnego komitetu. Do 2015 był prezesem Zakładu Administracji Mieszkaniowej w Kłodzku.

## Życie prywatne
Mieszka w Legnicy. Jest żonaty z Marią, ma syna i córkę.